# Groupe presque simple
En mathématiques, un groupe presque simple est un groupe {\displaystyle G} contenant un groupe simple non abélien {\displaystyle S} et contenu dans le groupe {\displaystyle \operatorname {Aut} {\left(S\right)}} des automorphismes de ce groupe simple, ce qui s'écrit formellement :
Ces deux inclusions de sous-groupes sont à comprendre au sens suivant :
- S est un sous-groupe normal de G (ce qui se note {\displaystyle S\trianglelefteq G}) ;
- l'action par conjugaison de G sur S est fidèle, autrement dit : le morphisme canonique {\displaystyle G\to \operatorname {Aut} {\left(S\right)}} est injectif, ce qui revient à dire que le centralisateur de S dans G est trivial.

## Exemples
- Les groupes simples non abéliens et leurs groupes d'automorphismes sont presque simples de façon triviale.
- Pour {\displaystyle n=5} ou {\displaystyle n\geq 7}, le groupe alterné {\displaystyle A_{n}} est simple et non abélien, et le morphisme canonique du groupe symétrique {\displaystyle S_{n}} dans {\displaystyle \operatorname {Aut} {\left(A_{n}\right)}} est bijectif. Pour ces valeurs de {\displaystyle n}, {\displaystyle S_{n}} est donc presque simple au sens trivial ci-dessus.
- {\displaystyle S_{6}} est strictement compris entre le groupe simple {\displaystyle A_{6}} et {\displaystyle \operatorname {Aut} {\left(A_{6}\right)}} — en raison de l'automorphisme extérieur exceptionnel de {\displaystyle A_{6}} — et fournit donc un premier exemple non trivial de groupe presque simple. Deux autres groupes, le groupe simplement 3-transitif {\displaystyle M_{10}} et le groupe projectif linéaire {\displaystyle \operatorname {PGL} _{2}{\left(\mathbb {F} _{9}\right)}}, sont aussi strictement compris entre {\displaystyle A_{6}} et {\displaystyle \operatorname {Aut} {\left(A_{6}\right)}}.

## Propriétés
Le groupe des automorphismes d'un groupe simple non abélien est un groupe complet, mais les sous-groupes propres du groupe des automorphismes ne sont pas nécessairement complets.

## Structure
Par la conjecture de Schreier, maintenant reconnue comme un corollaire de la classification des groupes finis simples, le groupe des automorphisme extérieurs d'un groupe fini simple est résoluble. Tout groupe fini presque simple est donc une extension d'un groupe résoluble par un groupe simple.